# مارتن هاردي
مارتن هاردي (بالإنجليزية: Martin Hardie)‏ هو لاعب كرة قدم بريطاني، ولد في 22 أبريل 1976 في Alexandria, West Dunbartonshire ‏ في المملكة المتحدة. لعب مع دونفرملين أثلتيك وسانت جونستون ونادي بارتيك ثيسل ونادي غرينوك مورتون ونادي كيلمارنوك.

## وصلات خارجية
- مارتن هاردي على موقع قاعدة بيانات كرة القدم.إي يو (الإنجليزية)
- مارتن هاردي على موقع Soccerbase.com (لاعب) (الإنجليزية)
- مارتن هاردي على موقع Soccerway.com (الإنجليزية)
- مارتن هاردي على موقع عالم كرة القدم.نت (الإنجليزية)